# Castellonroi / Castillonroy
Castellonroi / Castillonroy är en ort i Spanien.   Den ligger i provinsen Provincia de Huesca och regionen Aragonien, i den nordöstra delen av landet, 400 km öster om huvudstaden Madrid. Castellonroi / Castillonroy ligger 473 meter över havet och antalet invånare är 407.
Terrängen runt Castellonroi / Castillonroy är lite kuperad, och sluttar söderut. Runt Castellonroi / Castillonroy är det ganska tätbefolkat, med 80 invånare per kvadratkilometer. Närmaste större samhälle är Tamarit de Llitera / Tamarite de Litera, 7,8 km väster om Castellonroi / Castillonroy. Trakten runt Castellonroi / Castillonroy består till största delen av jordbruksmark.